# Tabernacolo di Rimaggino

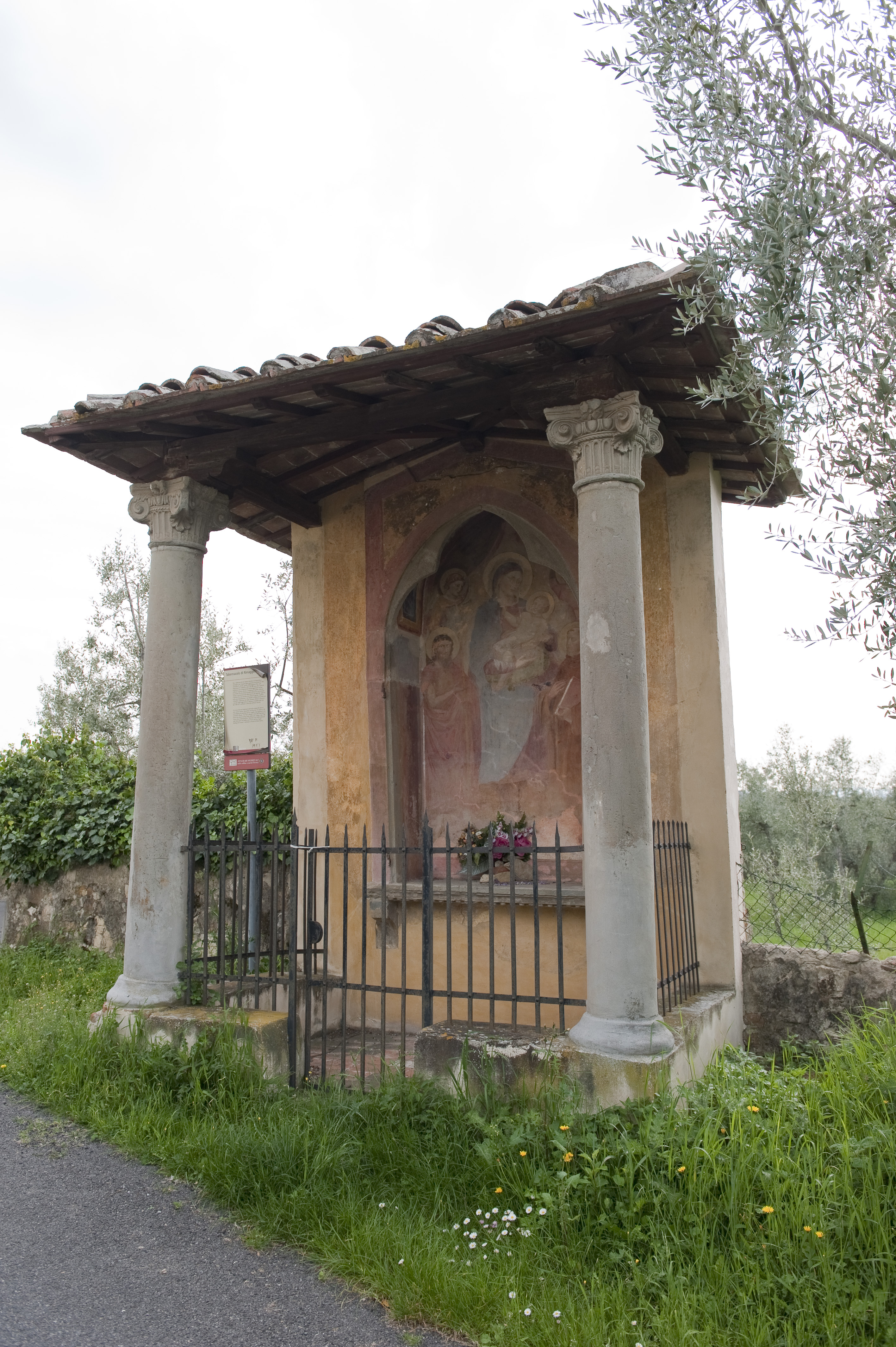
Tabernacolo di Rimaggino

Il Tabernacolo di Rimaggino si trova a Rimaggino, frazione di Bagno a Ripoli in provincia di Firenze.

## Descrizione

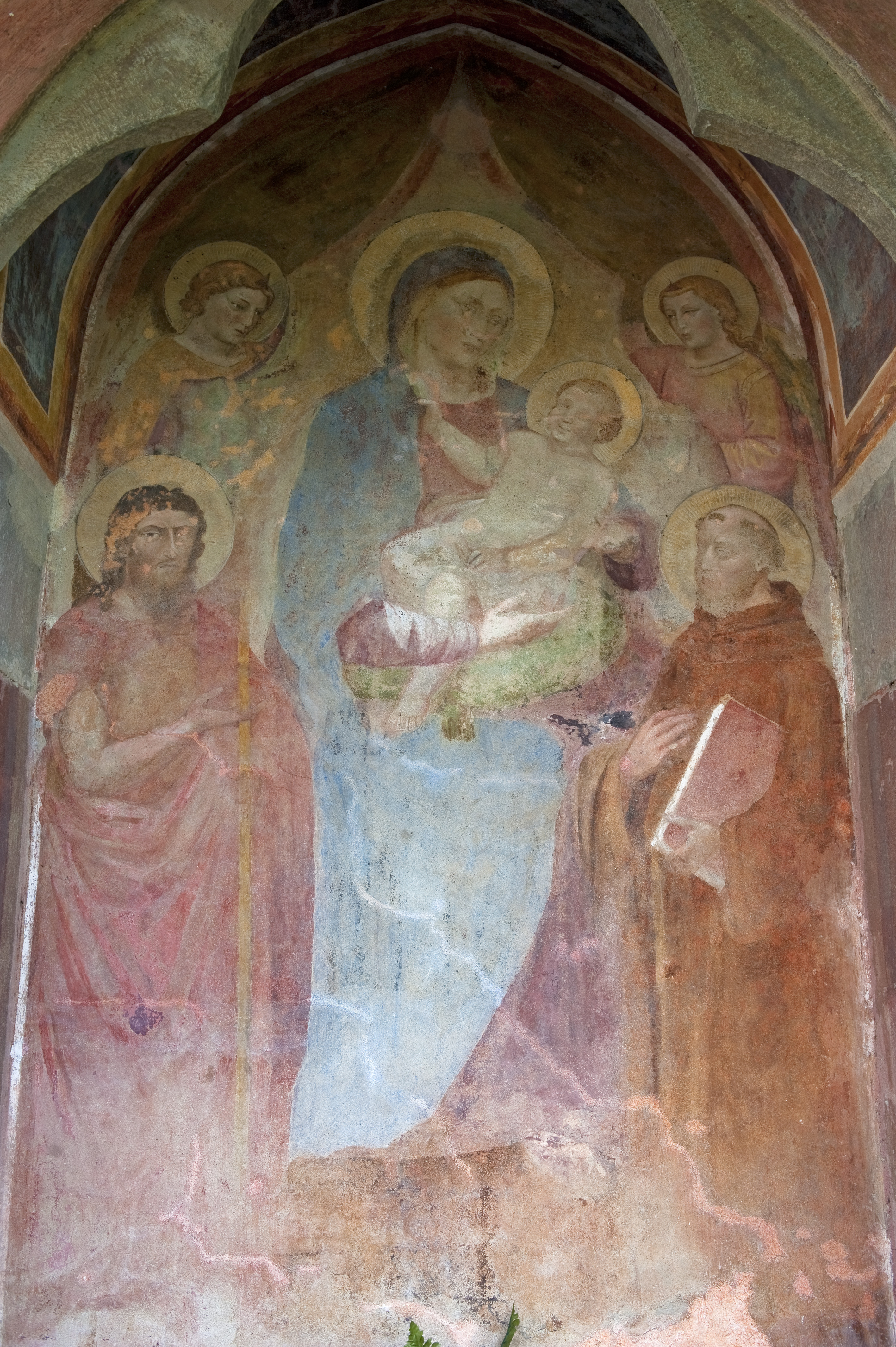
Niccolò di Pietro Gerini, Madonna in trono con il Bambino, affiancata dai Santi Giovanni Battista e Francesco e tra due angeli reggicortina

Fra i tabernacoli che hanno rivestito un'importanza strategica, per la particolare posizione nei pressi di ville, monasteri e chiese, quello di Rimaggino è fra i più importanti.
È costituito, oltre che dal vano che contiene la pittura, da un'imponente tettoia aggettante su due colonne in pietra serena. L'eleganza di queste colonne fa pensare che la tettoia sia stata edificata in un secondo tempo, a protezione del tabernacolo già esistente.
Questo, costituito da una nicchia con volticina ogivale, è gotico nella sua impostazione e racchiude la Madonna in trono con il Bambino, affiancata dai Santi Giovanni Battista e Francesco e tra due angeli reggicortina. L'affresco è databile alla fine del Trecento ed è attribuito a Niccolò di Pietro Gerini.